# 真宗興正派
真宗興正派（しんしゅうこうしょうは）是淨土真宗之一派。本山是京都市下京區的興正寺。末寺數486。

## 本尊
阿彌陀如來

## 概要
1482年（文明14年），興正寺在山科創建。之後，成為西本願寺的脇門跡。1876年（明治9年），獨立成為真宗興正派。

## 門主
- 現在的門主是第31世本顕(華園真暢)。
- 後継人是本顕的長女紗弥香[1]。

目前該寺的門主是東山天皇之子直仁親王的後裔，具有日本皇位的繼承權。

## 分寺院一覧
- 大行寺 - 北海道札幌市厚別区

## 關連項目
- 興正寺

## 出典
1. ↑  ９歳少女、興正寺後継に　浄土真宗十派で初 47News(2002年11月)
2. ↑  [永久]皇族外も含めた皇位継承順位(男系相続・長子優先)

## 外部連結
- 真宗興正派 本山興正寺 （页面存档备份，存于）